# Діого Томас
Діого Томас (фін. Diogo Tomas; нар. 31 липня 1997, Оулу, Фінляндія) — фінський футболіст, захисник клубу КуПС.

## Ігрова кар'єра

### Клубна
Діого Томас є вихованцем футбольної академії клуба «Ільвес». У 2015 році футболіст зіграв першу гру у чемпіонаті Фінляндії. Не маючи достаньо ігрової практики, футболіст був відправлений в оренду у клуб Какконен «Міккелін Паллоільят». А сезон 2017 року Томас провів, граючи у складі «Гаки».
На початку 2018 року Томас повернувся до «Ільвеса» вже як гравець основи. І в 2019 році разом з клубом виграв національний кубок.
Перед сезоном 2021 року Діого Томас як вільний агент перейшов до іншого клубу Вейккаусліги КуПС. Разом з яким ще дві ставав переможцем Кубку Фінляндії.

### Збірна
17 листопада 2022 року в товариському матчі проти команди Північної Македонії Діого Томас дебютував у складі національної збірної Фінляндії, вийшовши на заміну у другому таймі.

## Титули
Ільвес
 Переможець Кубка Фінляндії: 2019
КуПС
 Переможець Кубка Фінляндії (2): 2021, 2022

## Приватне життя
Діого Томас має португальське коріння. Його батько португалець за походженням.